# Woman Trap
Woman Trap est un film américain réalisé par William A. Wellman et sorti en 1929.

## Synopsis
Dan, un capitaine de police au caractère coriace et Ray, un criminel endurci, sont des frères séparés depuis longtemps. Lorsque Ray e fait capturer, Kitty, la sœur de l'ex-partenaire de Ray que Dan a aidé à condamner, propose de l'aider à s'échapper car elle voit une occasion de vengeance contre Dan. Elle informe la police et Dan des allées et venues de Ray, regrettant ses actions trop tard pour empêcher leur capture. Pour éviter l'arrestation par son frère, Ray se suicide. Kitty console Dan dans son chagrin et ils s'entendent sur le corps de Ray.

## Fiche technique
- Réalisation : William A. Wellman, assisté de Charles Barton (non crédité)
- Scénario : Bartlett Cormack (en), Louise Long, d'après la pièce de Edwin J. Burke
- Chef-opérateur : Henry W. Gerrard
- Musique : Karl Hajos
- Montage : Alyson Shaffer
- Production : Paramount Pictures
- Durée : 82 minutes
- Date de sortie : 
  - États-Unis : 28 septembre 1929

## Distribution
- Hal Skelly : Dan Malone
- Chester Morris : Ray Malone
- Evelyn Brent : Kitty Evans
- William B. Davidson : Watts
- Effie Ellsler : Mrs Malone
- Guy Oliver : Mr Evans
- Leslie Fenton : Eddie Evans
- Charles Giblyn : Smith
- Joseph L. Mankiewicz : le reporter
- Clarence Wilson : le détective
- Sailor Vincent : lui-même
- Virginia Bruce : l'infirmière
- Eddie Kane
- Bessie Lyle
- Michael Visaroff